# Пјатихатки
Пјатихатки (укр. П'ятихатки) град је Украјини у Дњипропетровској области. Према процени из 2021. у граду је живело 17.608 становника.

## Становништво
Према процени, у граду је 2012. живело 18.994 становника.
| 1979.  | 1989.  | 2001.  | 2012.  |
| ------ | ------ | ------ | ------ |
| 20.932 | 21.135 | 20.563 | 18.994 |